# Galahad på Blandings
Galahad på Blandings är en roman av P.G. Wodehouse, utgiven i England 1965 med titeln Galahad at Blandings. Romanen översattes till svenska av Birgitta Hammar 1966.

## Persongalleri
- Tipton Plimsoll – Affärsman och fästman till Veronica Wedge.

- Wilfred Allsop – Systerson till lord Emsworth och förälskad i Monica Simmons.

- Garroway – Sympatisk konstapel vid New York-polisen.

- Clarence Threpwood, lord Emsworth – Tankspridd ägare av Blandings och dess dronning.

- Dronningen av Blandings – Lord Emsworths prisbelönta sugga och ögonsten.

- Sebastian Beach – Hovmästare på Blandings Castle.

- Galahad Threpwood – Glad gamäng, äktenskapsmäklare och yngre bror till lord Emsworth.

- Sandy Callender – Sekreterare åt lord Emsworth.

- Veronica Wedge – Vacker men ej så klipsk dotter till makarna Wedge. Förlovad med Plimsoll.

- Hermione Wedge – Lord Emsworths syster med drag av kokerska.

- Egbert Wedge – Hennes make, gammal militär.

- Samuel G. Bagshot – Son till framlidne Boko och förälskad i Sandy Callender.

- Monica Simmons – Bastant svinsköterska på Blandings.

- Dame Daphne Winkwood – Änka och föreståndarinna på flickskola som söker ny make

- Huxley Winkwood – Dame Daphnes odräglige son.

- Marlene Wellbeloved – Bartender på Emstworths Vapen.

- Evan – Nitisk konstapel i Market Blandings.

- Voules – Lord Emsworths chaufför.

- Augustus Whipple – Författare till ”Om svinets vård”; lord Emsworths favoritbok.

## Handling
Berättelsen börjar med att Tipton Plimsoll och hans nye bekantskap Wilfred Allsop, kusin till hans tilltänkta hustru, vaknar upp i häkte i New York efter en blöt natt. En vänlig konstapel hjälper Plimsoll ringa sitt enda tillåtna samtal vilket går till lord Emsworth som befinner sig i staden för att gifta bort sin syster Constance. Då en börskrasch precis inträffat missförstår den tankspridde lorden Plimsolls prat om att han inte har några pengar (på sig) och tror denne förlorat all på börsen. Hemma på Blandings försöker Galahad under tiden medla mellan kärleksparet Sam och Sandy som haft en fnurra på tråden. Dame Daphne Winkwood och lordens syster Hermione har också slagit sig ned på Blandings för stunden, vilket inte precis gläder lord Emsworth vid hemkomsten. Då han i förbifarten nämner att Plimsoll förlorat alla sina pengar ser Hermione genast till att tvinga Veronica slå upp förlovningen. Samtidigt anländer Sam till Market Blandings för att försöka träffa Sandy men råkar av en slump stjäla hovmästaren Beach silverrova under ett besök på krogen Emsworths Vapen. Det hela slutar med att han slår ned konstapel Evan och stjäl dennes cykel. Samtidigt som en lätt berusad Allsop (som tyvärr råkar tappa pluntan i Dronningens ho) vågar bekänna sin kärlek för Monica så har Galahad all möda i världen med att förhindra att Tipton läser Veronicas brev. Galahad smugglar in Sam på Blandings och presenterar honom som lord Emsworths favoritförfattare, Augustus Whipple. Hans aktier hos lorden stiger än mer då han genast ser att den arma dronningen är berusad. Galahad har även här möda med att dölja Sams verkliga identitet. Ytterligare en rad större och mindre förvecklingar följer innan Galahad lyckas lösa alla fnurrorna mellan kärleksparen. Lord Emsworth blir dessutom så pass karsk så berättelsen slutar med att Hermione och hennes väninna Daphne lämnar slottet med löfte om att aldrig komma tillbaka, till brödernas enorma lättnad. 